# Riley Reid
Riley Reid (Florida, 9 de juliol de 1991) és una actriu pornogràfica estatunidenca.

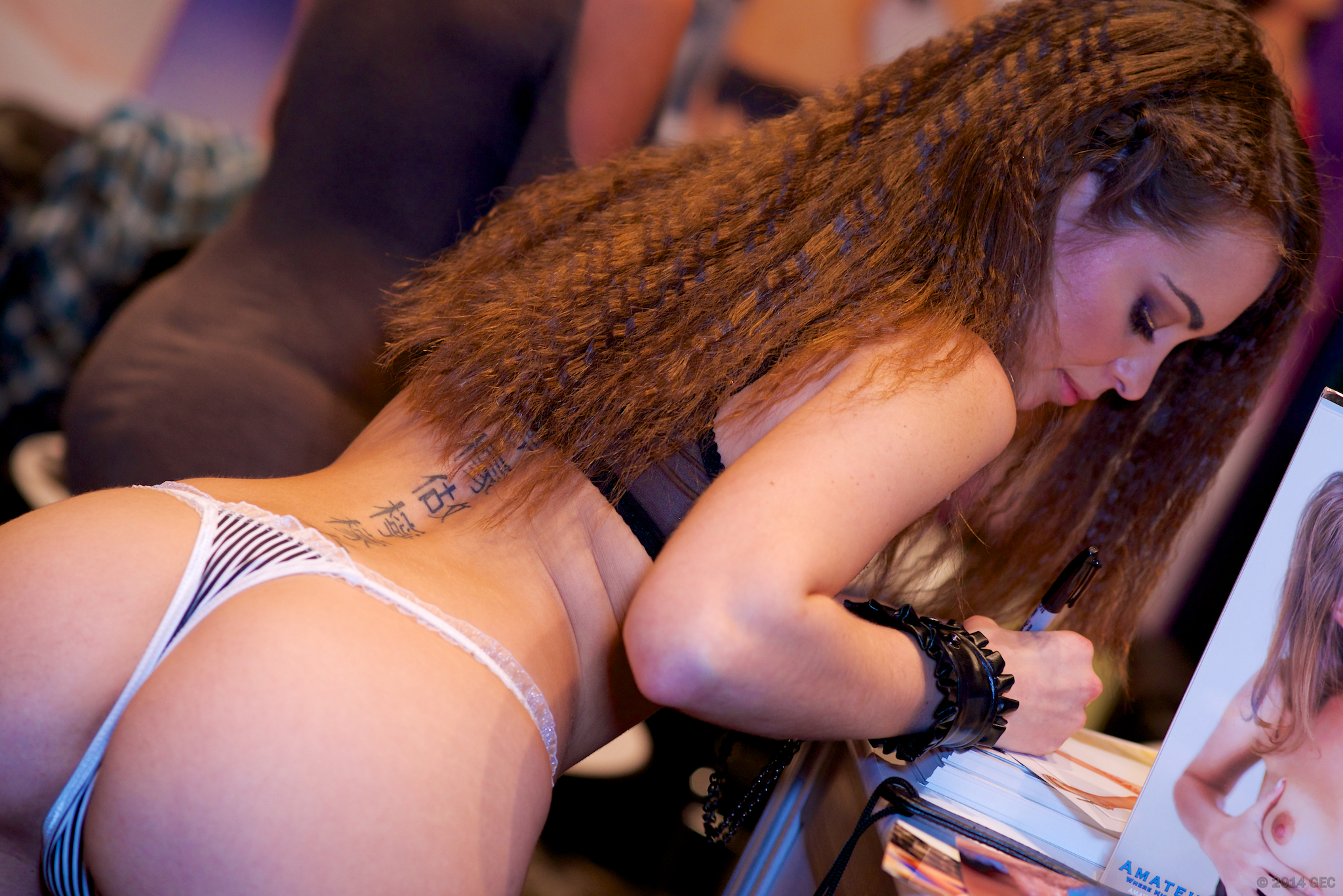
Riley Reid (2014)

Reid va treballar com estríper per aproximadament dos mesos abans d'ingressar a la indústria del cinema pornogràfic. Va començar la seva carrera com a actriu pornogràfica en 2011, als 19 anys, utilitzant inicialment el nom artístic de Paige Riley. Inicialment va treballar com a extra en la sèrie In The VIP de la productora Reality Kings. La seva primera escena com a actriu pornogràfica va ser per a la pel·lícula Brand New Faces 36: Natural Newbies Edition de la productora Vivid Entertainment Group. És representada per l'agent Mark Spiegler.
Va realitzar la seva primera escena de sexe interracial per a la pel·lícula Mandingo Massacre 6, per la qual va guanyar un Premi AVN. En 2015, va filmar les seves primeres escenes de sexe anal i doble penetració per a la pel·lícula Being Riley de Tushy.com. En 2016 va interpretar a Harley Quinn en Harley in the Nuthouse XXX, una pel·lícula en exclusiva sobre la malvada sequaç del Jòquer.

## Premis
- 2012 − Premi Nightmoves – Best New Starlet (Editor's Choice)[9]
- 2013 − Premi XBIZ – Best New Starlet[10]
- 2013 − Premi Sex – Porn's Perfect Girl/Girl Screen Couple (amb Remy LaCroix)[11]
- 2014 − Premi AVN – Best Boy/Girl Sex Scene – Mandingo Massacre 6 (amb Mandingo)[12]
- 2014 − Premi AVN – Best Girl/Girl Sex Scene – Girl Fever (amb Remy LaCroix)[12]
- 2014 − Premi AVN – Best Three-Way Sex Scene – Girl/Girl/Boy – Remy 2 (amb Remy LaCroix i Manuel Ferrara)[12]
- 2014 − Premi XBIZ – Female Performer of the Year[5]
- 2014 − Premi XBIZ – Best Actress—Parody Release – Grease XXX: A Parody[13]
- 2014 − Premi XBIZ – Best Supporting Actress – The Submission of Emma Marx[13]
- 2016 − Premi AVN – Female Performer of the Year[14]
- 2016 − Premi AVN – Favorite Female Performer[14]
- 2016 − Premi AVN – Social Mitjana Star[14]
- 2016 − Premi XBIZ – Best Sex Scene — Couples-Themed Release – My Sinful Life (amb Romi Rain i Xander Corvus)[15]